# Фелікс Драготта
Фелікс Драготта (нім. Felix Drahotta, нар. 1 січня 1989, Бад-Доберан, Німеччина) — німецький веслувальник, срібний призер Олімпійських ігор 2016 року.

## Виступи на Олімпіадах
| Олімпіада           | Дисципліна | Місце |
| ------------------- | ---------- | ----- |
| Пекін 2008          | двійки     | 4     |
| Лондон 2012         | двійки     | 7     |
| Ріо-де-Жанейро 2016 | вісімки    | 2     |